# Handball-Regionalliga Süd 1976/77
Die Saison 1976/77 der Handball-Regionalliga Süd war die achte Spielzeit, welche der Süddeutschen Handballverband (SHV) organisierte und als zweithöchste Spielklasse im deutschen Ligensystem geführt wurde.

## Süddeutsche Meisterschaft
Meister wurde das Team des TV 1893 Neuhausen, welches damit auch für die Aufstiegsspiele zur Handball-Bundesliga berechtigt war und sich dabei auch erfolgreich durchsetzen konnte. Vizemeister wurde der TSV 1895 Oftersheim, jedoch  ohne Qualifikation für die Aufstiegsspiele. Die Absteiger waren der Post SV Regensburg und die TG 1848 Würzburg.

### Teilnehmer
An der Regionalliga Süd nahmen 10 Mannschaften teil. Neu waren die Aufsteiger TV Meißenheim und die TG 1848 Würzburg. Nicht mehr dabei waren der TSG Oßweil, Aufsteiger in die Bundesliga, dazu die Absteiger TSV Zuffenhausen und SpVgg 1887 Möhringen.

### Modus
Es wurde eine Hin- und Rückrunde gespielt. Der Erstplatzierte war Süddeutscher Meister und für die Aufstiegsspiele zur Handball-Bundesliga 1977/78 qualifiziert, die beiden Letztplatzierten waren Absteiger in ihre Landesverbände.

### Abschlusstabelle Meisterschaft
Saison 1976/77 
|     | Mannschaft           | Spiele | Punkte |
| --- | -------------------- | ------ | ------ |
| 1.  | TV 1893 Neuhausen    | 18     | 26:10  |
| 2.  | TSV 1895 Oftersheim  | 18     | 23:13  |
| 3.  | TSV Birkenau         | 18     | 23:13  |
| 4.  | VfL Günzburg         | 18     | 22:14  |
| 5.  | TV Meißenheim (N)    | 18     | 20:16  |
| 6.  | TuS Schutterwald     | 18     | 17:19  |
| 7.  | TB 1879 Pforzheim    | 18     | 17:19  |
| 8.  | TG 1848 Donzdorf     | 18     | 12:24  |
| 9.  | Post SV Regensburg   | 18     | 10:26  |
| 10. | TG 1848 Würzburg (N) | 18     | 10:26  |

 Süddeutscher Meister und für die Aufstiegsspiele zur Handball-Bundesliga 1977/78 qualifiziert
  „Für die Regionalliga Süd 1977/78 qualifiziert“
  Absteiger in die Bayernliga 1977/78

## Aufstiegsspiele
Es wurde eine Hin- und Rückrunde gespielt. Der Erst- und Zweitplatzierte war für die Handball-Bundesliga 1977/78 qualifiziert.

### Abschlusstabelle
Saison 1977 
|    | Mannschaft          | Spiele | Punkte |
| -- | ------------------- | ------ | ------ |
| 1. | Polizei SV Hannover | 6      | 9:3    |
| 2. | TV 1893 Neuhausen   | 6      | 8:4    |
| 3. | TS Steinheim 1874   | 6      | 7:5    |
| 4. | Berliner SV 1892    | 6      | 0:12   |

 Aufsteiger in die Handball-Bundesliga 1977/78.